# Berufswahlpass NRW
Der Berufswahlpass NRW ist ein Informations-, Planungs-  und Dokumentationsinstrument, mit dem die Schüler ihr Lernen eigenverantwortlich organisieren lernen sollen, sich ihr Kompetenzprofil bewusst machen, die erworbenen Kompetenzen auswerten und dokumentieren können. Er unterstützt junge Menschen in ihrer beruflichen Orientierung ab der Klasse 8 und begleitet diesen Prozess bis nach dem Schulabschluss. Er wurde vom Ministerium für Schule und Weiterbildung NRW unter Beteiligung von Experten aus allgemeinbildenden Schulen, Landes- und Wirtschaftsorganisationen sowie kommunalen Koordinierungsstellen entwickelt.
Analog zum Berufswahlpass NRW gibt es mit dem Berufswahlpass ein weiteres Instrument, das auch in vielen anderen Bundesländern verwendet wird.
Der Berufswahlpass NRW wird seit Beginn des Schuljahres 2013/2014 als empfohlenes Portfolioinstrument in vielen allgemeinbildenden Schulen in Nordrhein-Westfalen eingesetzt. Er ist auf die Anforderungen und Bedürfnisse der Schüler in NRW abgestimmt und berücksichtigt den aktuellen Prozess der Berufs- und Studienorientierung entsprechend der Landesinitiative „Kein Abschluss ohne Anschluss“.
Diese unterstützt die Schüler bei der Berufsorientierung und bei der Frage, ob sie eine Ausbildung anvisieren oder studieren wollen.
Ziel ist es, allen jungen Menschen nach der Schule möglichst rasch eine Anschlussperspektive für eine Berufsausbildung oder ein Studium zu eröffnen und unnötige Warteschleifen zu vermeiden. Lokal oder kommunal vorhandene hilfreiche Ressourcen sollen koordiniert und genutzt werden.
Spätestens ab Klasse 8 erhalten alle Schüler eine verbindliche, systematische und geschlechtersensible Berufs- und Studienorientierung mit regelmäßigen Praxisphasen.
Ergänzend zum Unterricht werden Berufsfelderkundungen und Praktika ermöglicht, um betriebliche Wirklichkeit zu erfahren und Berufsfelder kennenzulernen.
Im neuen Übergangssystem sind viele Schulformen einbezogen.